# SPA17
La proteína de la superficie del esperma Sp17 es una proteína que en humanos está codificada por el gen SPA17. Es una proteína de unión a la zona pelúcida de la superficie del esperma. Ayuda a unir los espermatozoides a la zona pelúcida con alta afinidad. Podría funcionar en la unión de la zona pelúcida y los carbohidratos.
Este gen codifica una proteína presente en la superficie celular. Los estudios en conejos sugieren que en los espermatozoides la proteína está involucrada en la fertilización al unirse a la zona pelúcida del ovocito. Otros estudios en conejos sugieren que también está involucrado en funciones adicionales de adhesión célula-célula como la migración de células inmunes y la metástasis